# Vynohradivka (Consejo de la aldea Bolhrad)
Vynohradivka  (ucraniano: Виноградівка) es una localidad del Raión de Bolhrad en el Óblast de Odesa de Ucrania. Según el censo de 2001, tiene una población de 3923 habitantes.